# Kroneckerdelta
Inom matematik är Kroneckerdeltat eller Kroneckers delta en tensor av rang två uppkallad efter den tyske matematikern Leopold Kronecker. Den skrivs oftast på någon av formerna {\displaystyle \delta _{ij}\,}, {\displaystyle \delta _{i,j}\,} eller {\displaystyle \delta _{i}^{j}\,}, och har värdet 1 om indexen {\displaystyle i\,} och {\displaystyle j\,} är lika, men 0 om indexen är olika. Kroneckerdeltat kan alltså definieras genom
{\displaystyle \delta _{ij}={\begin{cases}1,&{\mbox{om }}i=j\\0,&{\mbox{annars}}\end{cases}}}
Kroneckerdeltat kan även skrivas med endast ett index, varvid det underförstås att det saknades indexet skall vara en nolla:
{\displaystyle \delta _{k}=\delta _{k,0}={\begin{cases}1,&k=0\\0,&k\neq 0\end{cases}}}
Kroneckerdeltat är en isotrop tensor, det vill säga dess komponenter är desamma i alla koordinatsystem. Varje isotrop tensor av rang två kan skrivas som Kroneckerdeltat multiplicerat med någon konstant.
I matrisalgebra motsvarar Kroneckers delta en identitetsmatris. Den skall inte förväxlas med Diracs delta-funktion, som har samma symbol.